# Henri Toivonen
Henri Pauli Toivonen (ur. 25 sierpnia 1956 w Jyväskyli, zm. 2 maja 1986 na Korsyce) – fiński kierowca rajdowy. Był synem Pauli Toivonena, rajdowca i mistrza Europy oraz bratem Harriego Toivonena, także rajdowca i kierowcy wyścigowego.
Swoją karierę rajdową Toivonen rozpoczął w 1975 roku. Wtedy też zadebiutował w mistrzostwach świata jadąc samochodem Simca Rallye 2. Nie ukończył jednak debiutanckiego Rajdu Finlandii z powodu awarii miski olejowej. W 1980 roku został fabrycznym kierowcą teamu Talbota. Pod koniec sezonu 1980 odniósł pierwsze zwycięstwo w karierze. Wygrywając w Rajdzie Wielkiej Brytanii stał się wówczas najmłodszym zwycięzcą rajdu o mistrzostwo świata w historii. Rekord ten pobił w 2008 roku rodak Toivonena, Jari-Matti Latvala. W swojej karierze Toivonen był także członkiem takich teamów fabrycznych jak: Opel, Porsche i Lancia. W swojej karierze wygrał łącznie trzy rajdy: oprócz Rajdu Wielkiej Brytanii 1980, także Rajd Wielkiej Brytanii 1985 i Rajd Monte Carlo 1986. Dziewięciokrotnie w swojej karierze stawał na podium w rajdach mistrzostw świata. Zdobył w nich 194 punkty. Wygrał 185 odcinków specjalnych.
2 maja 1986 roku Toivonen zginął wraz z pilotem Sergiem Cresto podczas Rajdu Korsyki 1986. Kierowana przez Toivonena Lancia Delta S4 wypadła z trasy i spłonęła. Załoga zginęła na miejscu. Przyczyny wypadku nigdy nie zostały wyjaśnione ze względu na brak świadków w pobliżu. Po tym wypadku prezydent FISA, Jean-Marie Balestre, wydał zakaz startów autami grupy B, który wszedł w życie z początkiem 1987 roku.

## Kariera

### Początki
Toivonen urodził się w mieście Jyväskylä, będącym od 1951 roku siedzibą Rajdu Finlandii. Swoją rajdową karierę rozpoczął wzorując się na ojcu, Pauli Toivonenie, rajdowym mistrzu Europy z 1968 roku. W wieku 5 lat nauczył się kierować pojazdem, a w wieku 12 rozpoczął samodzielne popisy przed rówieśnikami na zamarzniętych fińskich jeziorach. Początkowo startował w zawodach gokartów, a następnie zwyciężył w Pucharze Finlandii samochodów turystycznych. Kolejnym etapem w wyścigowej karierze Fina były starty w Formule Vee, a także w Formule Super Vee (wygrał w niej mistrzostwo Europy). Z kolei w 1977 roku zwyciężył w mistrzostwach Finlandii Formuły Vee. Gokart, którym startował Toivonen, został sprzedany w 1974 roku rodzicom 6-letniego wówczas Miki Häkkinena, późniejszego mistrza świata Formuły 1.
Do 19 roku życia Toivonen nie mógł startować w rajdach samochodowych, gdyż w Finlandii zmieniły się przepisy dla nowych kierowców, mówiące z jaką prędkością mogą oni poruszać się po drogach. W sierpniu 1975 roku Toivonen zanotował swój debiut w imprezie rajdowych mistrzostw świata. Wraz z pilotem Antero Lindqvistem wystartował prywatną Simcą Rallye 2 w Rajdzie Finlandii. Nie ukończył jednak debiutanckiego rajdu z powodu awarii miski olejowej. Do 1977 roku nadal startował w wyścigach, jednak na skutek obaw rodziców o bezpieczeństwo syna, Toivonen na stałe przeniósł się do rajdów. W sierpniu 1977 wystartował w swoim drugim w karierze rajdzie mistrzostw świata. Startując Chryslerem Avengerem z Antero Lindqvistem zajął 5. miejsce w klasyfikacji generalnej Rajdu Finlandii 1977.
Rajdowy sezon 1978 Toivonen rozpoczął od występu w lutowym Rajdzie Arktycznym w ramach Pucharu FIA oraz mistrzostw Europy. Startując Chryslerem Avengerem z pilotem Marttim Tiukkanenem Toivonen zajął 2. miejsce w tym rajdzie. Przegrał jedynie z Arim Vatanenem i wygrywając z późniejszym zwycięzcą cyklu FIA, Markku Alénem. W tym samym roku wystąpił w dwóch rajdach o mistrzostwo świata – Rajdzie Portugalii i Rajdzie Grecji. W obu startował samochodem Citroën CX 2400. Obu nie ukończył, pierwszego na skutek awarii systemu paliwowego, a drugiego z powodu wypadku. Pomimo niepowodzeń w obu rajdach Toivonen przykuł uwagę fabrycznych zespołów. W sierpniu 1978 wystartował fabrycznym Porsche 911 w Rajdzie Finlandii (nie ukończył go z powodu awarii silnika), a w listopadzie 1978 zaliczył występ w Rajdzie Wielkiej Brytanii za kierownicą fabrycznego Talbota Sunbeam. W rajdzie tym zajął 9. pozycję. W 1978 roku odniósł też swoje pierwsze zwycięstwo rajdach, gdy wygrał Rajd Nordycki w ramach mistrzostw Finlandii.
W sezonie 1979 Toivonen wystartował w mistrzostwach Wielkiej Brytanii, Finlandii i Europy, a także w dwóch imprezach mistrzostw świata. Jadąc Fiatem 131 Abarth nie ukończył Rajdu Finlandii z powodu wypadku na 15. odcinku specjalnym. Z kolei w listopadzie 1979 odpadł z Rajdu Wielkiej Brytanii. W jego Fordzie Escorcie RS1800 awarii uległo sprzęgło.

### Talbot (1980–1981)
W 1980 roku Toivonen podpisał kontrakt z fabrycznym zespołem Talbota na występy Talbotem Sunbeam Lotus w sezonie 1980 u boku francuskiego kierowcy Guya Fréquelina i Brytyjczyka Russella Brookesa. W styczniu 1980 po raz pierwszy wystartował nowym samochodem i wygrał Rajd Arktyczny. W całym sezonie 1980 wystąpił w czterech rajdach o mistrzostwo świata. Nie ukończył Rajdu Portugalii z powodu awarii tylnej osi, a Rajdu Finlandii z powodu wypadku. W Rajdzie Włoch zajął 5. pozycję. W tych trzech rajdach pilotem Toivonena był Antero Lindqvist, ale w listopadowym Rajdzie Wielkiej Brytanii Fin był już pilotowany przez Brytyjczyka Paula White'a. W rajdzie tym Toivonen odniósł swoje pierwsze zwycięstwo w karierze w mistrzostwach świata zaskakując tym samym kibiców rajdowych i ekspertów. Wyprzedził wicemistrza świata, rodaka Hannu Mikkolę oraz partnera z zespołu Talbota, Guya Fréquelina. W chwili zwycięstwa Toivonen liczył sobie 24 lata i 86 dni i stał się tym samym najmłodszym w historii zwycięzcą rajdu mistrzostw świata. Rekord ten został pobity w 2008 roku przez innego fińskiego rajdowca, Jariego-Mattiego Latvalę. Trzy dni po zwycięskim rajdzie w wywiadzie dla Autosportu Toivonen przyznał, iż nie spodziewał się zwycięstwa w rajdzie:

Nie sądzę, iż wygrałem rajd tylko dzięki umiejętnościom. Wygrałem, bo miałem trochę szczęścia, podczas gdy innym przytrafiły się kłopoty. Sądzę, że Hannu Mikkola zna tutejsze lasy jak własną kieszeń, toteż nie ma sensu się z nim ścigać. Po prostu trzeba czekać, aż przytrafią mu się kłopoty, wtedy jest szansa na wygranie rajdu

Pod koniec 1980 roku Toivonen przedłużył kontrakt z zespołem Talbota na sezon 1981. Nowym pilotem Fina został Irlandczyk z Północy, Fred Gallagher. Tylnonapędowy Talbot Sunbeam Lotus nie był jednak konkurencyjnym samochodem dla samochodów Grupy 4. Pomimo tego w Rajdzie Monte Carlo Toivonen zajął 5. miejsce, a w Rajdzie Portugalii był drugi, przegrywając z Markku Alénem o ponad 9 minut. Z kolejnych pięciu rajdów mistrzostw świata ukończył tylko jeden, Rajd Włoch, w którym stanął na podium. Przegrał w nim jedynie z Francuzką Michèle Mouton w Audi Quattro. Wraz z partnerem z zespołu, Guyem Fréquelinem, doprowadził zespół Talbota do wywalczenia tytułu mistrza świata producentów. Sam zajął 7. miejsce w klasyfikacji generalnej kierowców. Na koniec roku wystartował również w rajdzie mistrzostw Wielkiej Brytanii, Audi Sport International Rally, który wygrał.

### Opel (1982–1983)

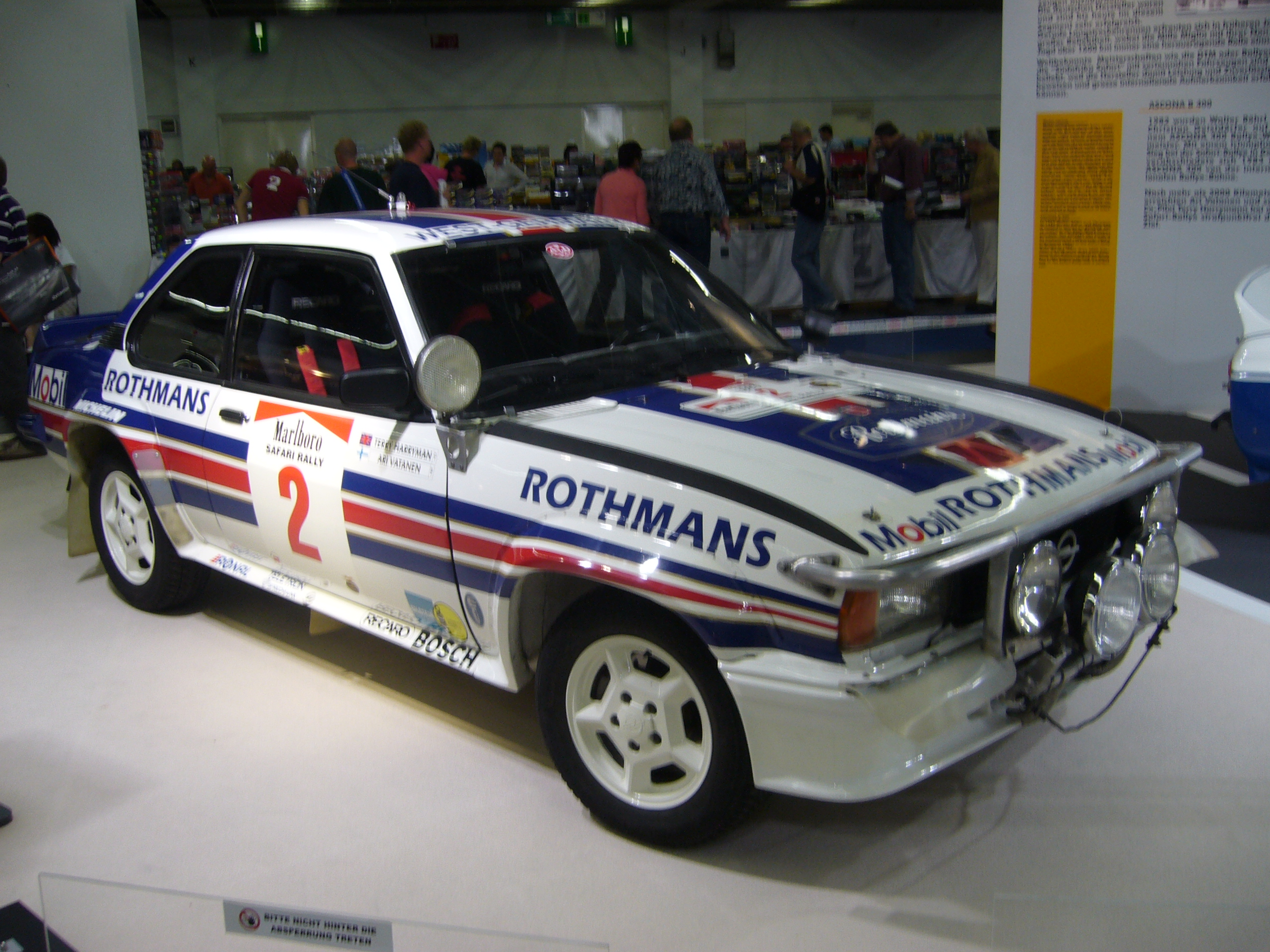
Opel Ascona 400 w barwach Rothmans Opel Rally Team, którym Toivonen ścigał się w latach 1982–1983

Przed sezonem 1982 Toivonen zmienił zespół. Został wówczas członkiem teamu Opla sponsorowanego przez firmę Rothmans International i zarządzanego przez Tony'ego Falla oraz byłego pilota rajdowego, Davida Richardsa. Nowymi partnerami Toivonena w zespole Opla zostali: Ari Vatanen, mistrz świata z 1982 roku, Walter Röhrl, mistrz świata z 1980 roku oraz Jimmy McRae, mistrz Wielkiej Brytanii z poprzedniego roku. Swój debiut w Oplu Toivonen zaliczył w marcu podczas Rajdu Portugalii. Prowadził w rajdzie, jednak ostatecznie wycofał się na 35. odcinku specjalnym z powodu awarii sprzęgła. Do końca 1982 roku Toivonen wystąpił jeszcze w czterech rajdach mistrzostw świata: Rajdzie Grecji, Finlandii, Włoch i Wielkiej Brytanii. W Grecji był trzeci, we Włoszech – piąty, a Rajd Wielkiej Brytanii zakończył na 3. pozycji. Nie ukończył natomiast Rajdu Finlandii. W tym samym roku Toivonen wystąpił gościnnie w jednej z rund brytyjskiej Formuły 3. Zajął wówczas 10. pozycję jadąc Raltem RT3. W 1982 roku Toivonen wziął też udział w testach zespołu Formuły 1, March Engineering, odbywających się na torze Silverstone Circuit. Fin zakończył testy z czasem lepszym o 1.4 sekundy niż stały kierowca Marcha, Raúl Boesel.
W 1983 roku Toivonen kontynuował starty w mistrzostwach w zespole Opla. W Rajdzie Monte Carlo, w którym zajął 6. miejsce, wystartował jeszcze ubiegłorocznym Oplem Asconą 400, ale już w następnych jechał nowym Oplem Mantą 400, zakwalifikowanym do startów w Grupie B. Samochód ten miał jednak gorsze osiągi niż rywale, Audi Quattro A2 i Lancia 037. Mantą Toivonen wystartował w czterech rajdach mistrzostw świata: Rajdzie Grecji, Finlandii, Włoch i Wielkiej Brytanii. Ukończył tylko włoski rajd zajmując 4. pozycję. W 1983 roku Toivonen startował również w rajdach mistrzostw Wielkiej Brytanii. Zwyciężył w Manx International Rally (była to jego jedyna wygrana w karierze w rajdzie asfaltowym) i w Rally of the Isle of Man. Zajął również pierwsze miejsce we francuskim rajdzie Mille Pistes, jednak organizatorzy anulowali wszystkie wyniki samochodów Grupy B. W listopadzie 1983 Toivonen zmienił pilota. Jego nowym partnerem został Juha Piironen. Pierwszym ich wspólnym występem był udział w Rajdzie San Marino, w którym Finowie pojechali samochodem Ferrari 308 GTB. Rajdu tego nie ukończyli.
W październiku 1983 Toivonen startował również w wyścigach. Wystąpił w dwóch wyścigach mistrzostw świata samochodów sportowych jadąc Porsche 956 w teamie Richard Lloyd Racing. 23 października 1983 wraz z Jonathanem Palmerem i Derekiem Bellem zajął 4. miejsce w wyścigu na torze Monza i 3. miejsce na torze Mugello Circuit.

### Porsche (1984)
Na początku 1984 roku Toivonen opuścił zespół Opla. Przeniósł się do zespołu Porsche, sponsorowanego przez Rothmans International. Podpisał kontrakt na starty w mistrzostwach Europy. Zespół Porsche był zarządzany przez grupę Prodrive, założoną przez szefa Toivonena w Oplu, Davida Richardsa. Start w mistrzostwach Europy 1984 Toivonen rozpoczął od nieukończenia dwóch pierwszych rajdów – Rajdu Costa Brava i Costa Blanca. Następnie zajął 3. miejsce w Rallye des Garrigues, 2. miejsce w Critérium Alpin – Behra i Rajdzie Albeny oraz zwyciężył w Rajdzie Costa Smeralda, Rajdzie Ypres oraz Rajdzie Madery. Ostatecznie wywalczył wicemistrzostwo Europy przegrywając w klasyfikacji generalnej z Włochem Carlo Capone.
W trakcie sezonu 1984 Toivonen podpisał kontrakt z zespołem Martini Racing. Jego kontrakt obowiązywał na starty samochodem Lancia 037 w pięciu rajdach mistrzostw świata 1984. Stał się tym samym trzecim kierowcą teamu Lancii obok Markku Aléna i Attilio Bettegi. Debiut w zespole Lancii przypadł na Rajd Portugalii. Toivonen prowadził, jednak na 5. odcinku specjalnym uległ wypadkowi i wycofał się z rajdu. W kolejnym starcie w mistrzostwach, Rajdzie Grecji, Toivonen znów miał wypadek i nie ukończył rajdu. Natomiast w swoim trzecim starcie w sezonie 1984, Rajdzie Finlandii, zajął 3. miejsce za rodakami, Arim Vatanenem i Markku Alénem. Pomimo że kontrakt Tovionena obowiązywał na pięć startów w mistrzostwach świata, to Fin zmuszony był opuścić Rajd Włoch i Rajd Wielkiej Brytanii z powodu kontuzji pleców. Pod koniec roku kontrakt z Lancią przedłużył Markku Alén. Szef teamu Cesare Fiorio zaproponował przedłużenie umowy także Toivonenowi. Problemem był jednak zespół Porsche, który utrzymywał, iż Toivonen jest jego zawodnikiem. Ostatecznie Fin wybrał starty w zespole Lancii w sezonie 1985.

### Lancia (1985–1986)

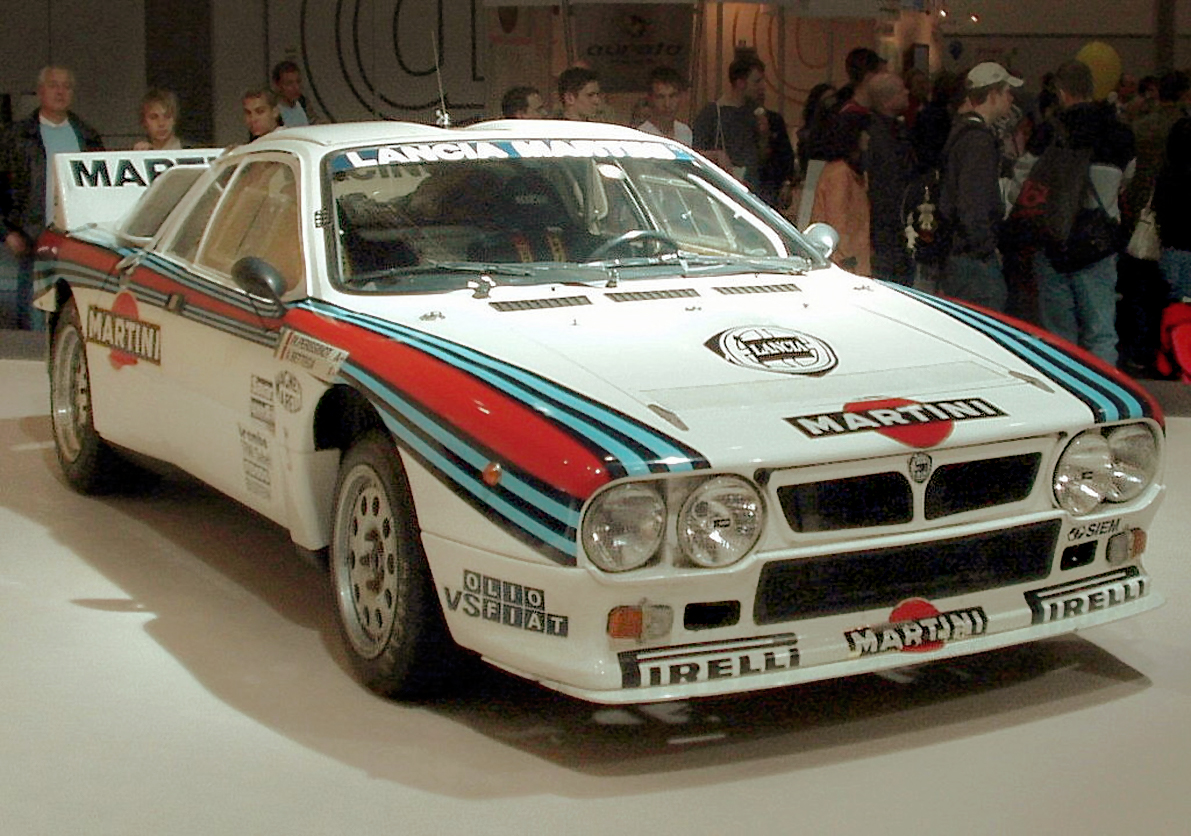
Samochód Lancia 037, którym Toivonen startował w sezonie 1985.

W pierwszym starcie w sezonie 1985, w lutowym Rajdzie Monte Carlo, Toivonen zajął szóstą pozycję. W kwietniu wystartował w Rajdzie Costa Smeralda w mistrzostwach Europy. Na 34. odcinku specjalnym uderzył Lancią w ceglany mur, w wyniku czego doznał urazu kręgosłupa i złamania trzech kręgów szyjnych. Kontuzja ta spowodowała przerwę w startach Toivonena. W międzyczasie problemy teamu Lancii pogłębiały się. W majowym Rajdzie Korsyki po uderzeniu w drzewo zginął trzeci kierowca zespołu, Włoch Attilio Bettega. Zespół Lancii nadal przegrywał z Audi i Peugeotem, a głównymi problemami były: tylny napęd Lancii 037 (przy napędzie na cztery koła konkurencji), słabsza moc silnika niż Audi i Peugeot oraz przedłużające się prace nad nowym samochodem Lancią Deltą S4.
Do rajdów Toivonen powrócił w sierpniu i wystartował w Rajdzie Finlandii. Ukończył go na czwartej pozycji. Natomiast w swoim kolejnym rajdzie, Rajdzie Włoch stanął na podium zajmując trzecie miejsce. Przed listopadowym Rajdem Wielkiej Brytanii zespół Lancii ostatecznie wprowadził model Delty S4 do rajdów. Delta S4 posiadała napęd na cztery koła i dużo wyższą moc niż starszy model 037. Zamontowano również turbosprężarkę. Nowy model okazał się sukcesem i w Rajdzie Wielkiej Brytanii zwyciężył Toivonen, który wyprzedził o 56 sekund partnera z zespołu, Markku Aléna. Pomimo iż Fin uczestniczył tylko w czterech rajdach mistrzostw świata, to w klasyfikacji zajął szóste miejsce, najwyższe w swojej karierze.

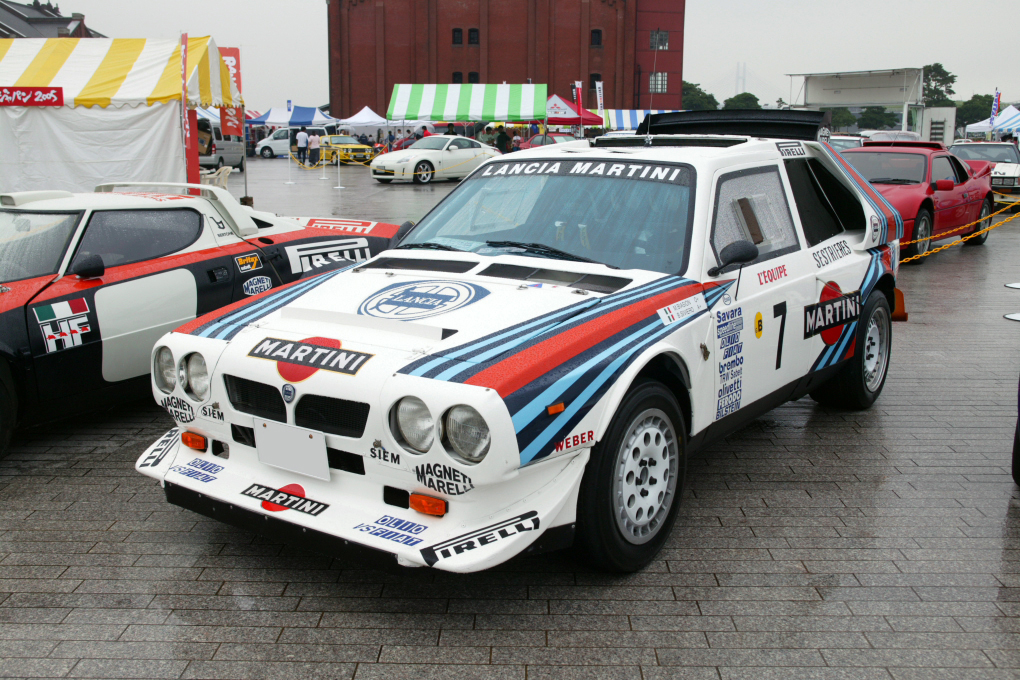
Lancia Delta S4, ostatni samochód rajdowy, którym Toivonen jeździł w swojej karierze.

Przed sezonem 1986 nowym pilotem Toivonena został Amerykanin włoskiego pochodzenia Sergio Cresto. Pierwszą imprezą nowego sezonu był Rajd Monte Carlo. W rajdzie tym zwyciężył Toivonen wyprzedzając rodaków, Timo Salonena w Peugeocie 205 i Hannu Mikkolę w Audi Quattro. Wcześniej, w 1966 roku, ojciec Henriego Pauli, wygrał Rajd Monte Carlo, jednak na dziesięć załóg cztery zostały zdyskwalifikowane z powodu nieprawidłowych świateł w samochodach. Po rajdzie książę Rainier III odmówił udziału na ceremonii wręczenia nagród. Po wygranej Henriego, ojciec stwierdził, iż "nazwisko Toivonenów zostało oczyszczone.
Kolejnym rajdem sezonu 1986, w którym startował Toivonen, był Rajd Szwecji. Fin nie ukończył go jednak z powodu awarii silnika. W następnym rajdzie, Rajdzie Portugalii, Joaquim Santos, jadący Fordem RS200, wypadł z trasy. Zabił trzech widzów i ranił trzydziestu innych. Toivonen wraz z innymi kierowcami fabrycznimi zdecydował się wycofać z rywalizacji, jednak zespół Lancii nie przyjął rezygnacji z dalszego udziału w rajdzie. Ostatecznie jednak Toivonen nie wziął udziału w kolejnych odcinkach specjalnych. Podczas Rajdu Portugalii Toivonen testował Lancię Deltę S4 na torze Estoril. Jego najlepszy czas byłby zarazem szóstym czasem kwalifikacji Grand Prix Portugalii 1986 w Formule 1.

### Śmierć
Kolejnym rajdem, w którym miał wystartować Henri Toivonen, był Rajd Korsyki. Impreza ta rozpoczęła się 1 maja. Toivonen był chory na grypę, jednak pomimo złego stanu zdrowia naciskał na start w tym rajdzie, gdyż stracił prowadzenie w mistrzostwach świata. Pomimo gorączki i przyjmowania lekarstw Toivonen zwyciężał w kolejnych odcinkach specjalnych. Na koniec pierwszego dnia rajdu był liderem.
W drugim dniu rajdu, 2 maja, na siódmym kilometrze 18. odcinka specjalnego, Corte-Taverna, Lancia prowadzona przez Toivonena wypadła z trasy na lewym zakręcie. Samochód spadł na dno wąwozu i wylądował na dachu. Aluminiowy zbiornik paliwa, umieszczony pod siedzeniem kierowcy, został zniszczony przez drzewa, w efekcie czego eksplodował. Zarówno kierowca, jak i jego pilot Sergio Cresto, przypięci pasami do foteli, nie mieli szans przeżyć i spłonęli żywcem.
Tymczasem na mecie rajdu nie wiedziano nic o tragicznym wypadku Toivonena. Z czasem zauważono dym na siódmym kilometrze odcinka i wysłano pomoc. Samochód był jednak na tyle zwęglony, iż inżynierowie i technicy zespołu Lancii nie potrafili określić dokładnej przyczyny wypadku. Wypadek Fina nie został nigdy wyjaśniony także z powodu braku świadków. Po rajdzie niemiecki kierowca Walter Röhrl przyznał tylko, że Toivonen w okresie trwania rajdu zażywał lekarstwa na grypę, które mogły być potencjalną przyczyną wypadnięcia z trasy.

#### Reakcje po śmierci Toivonena
W kilka godzin po wypadku Toivonena, prezydent FISA Jean-Marie Balestre wydał zakaz startów autami grupy B, który wszedł w życie z początkiem 1987 roku. Zespoły Audi i Forda wycofały się z rywalizacji natychmiast, a pozostałe zespoły brały udział w rajdach do końca 1986 roku. Nie doszła również do skutku rywalizacja w planowanej grupie S. Od tamtej pory najlepsze samochody miały się ścigać w grupie A. Następnego dnia kontynuowano Rajd Korsyki, który wygrał Bruno Saby w Peugeocie 205 Turbo. Z udziału w rajdzie wycofali się inni kierowcy Lancii, Markku Alén i Massimo Biasion, a także syn dyrektora zespołu Cesare Fiorio, Alex. Po wypadkach Santosa i Toivonena komentatorzy i kierowcy krytykowali FISA za zbyt późne zareagowanie na problem mocnych silników samochodów grupy B.

## Pamięć o Toivonenie

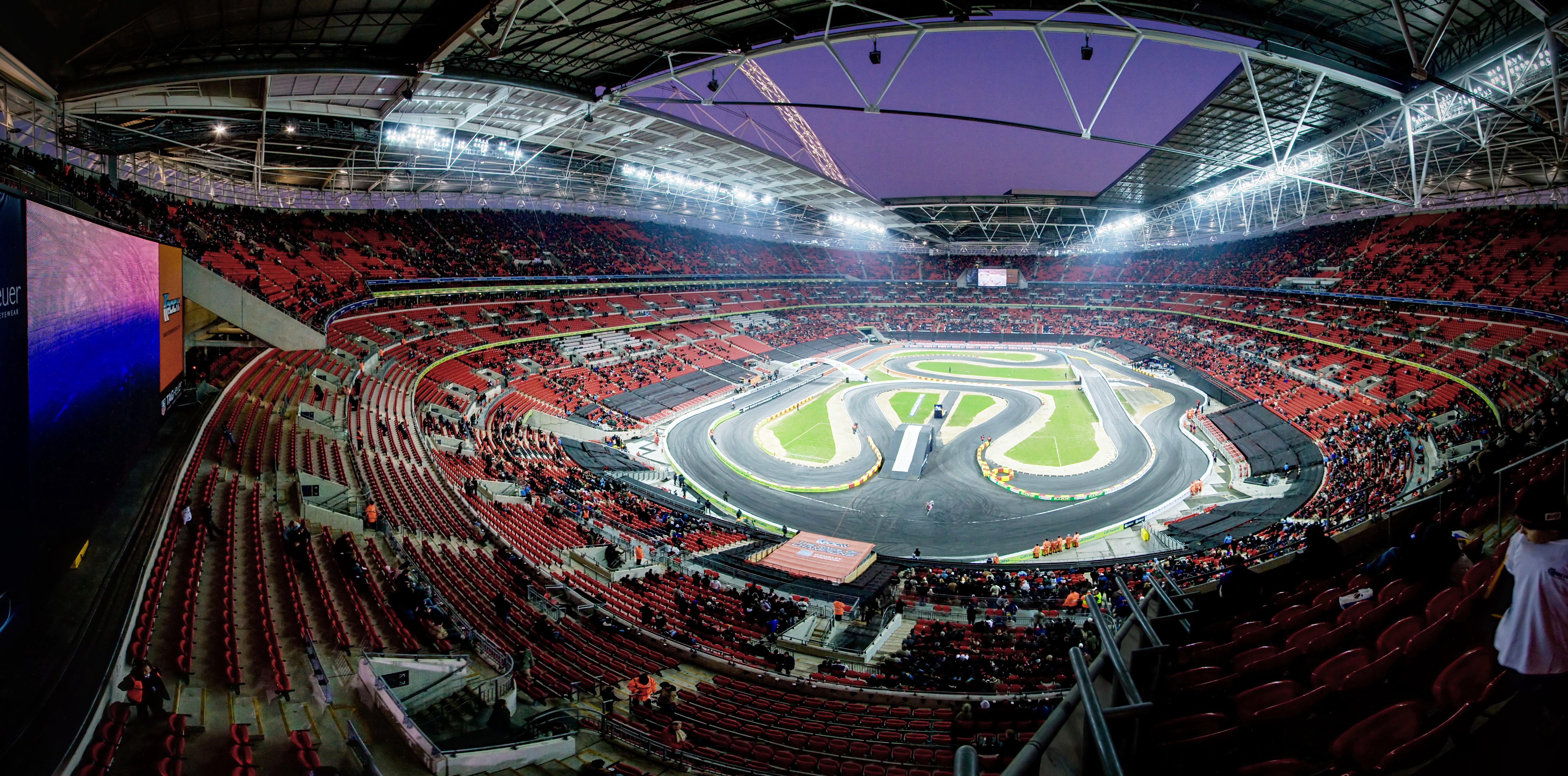
Race of Champions 2007 na stadionie Wembley.

Toivonen został pochowany na cmentarzu w mieście Espoo, w którym mieszkał wraz z rodziną od czasu wyprowadzki z Jyväskyli. Na Korsyce, w miejscu wypadku, ustawiono marmurowy kamień dedykowany zmarłym Toivonenowi i Sergio Cresto. Lokalni mieszkańcy codziennie kładą pod nim wiązanki ze świeżych kwiatów.
W lipcu 1986 roku włoski rajd Rally Marca Trevigiana w celu uczczenia zmarłego Toivonena został nazwany "Memoriałem Henriego Toivonena". Rajd ten jednak zakończył się tragicznie na czwartym odcinku specjalnym, gdy zginął kierowca Roberto Sabbion.
W 1988 roku była wicemistrzyni świata w rajdach samochodowych, Michèle Mouton, zorganizowała zawody Race of Champions. Wyścig ten miał na celu upamiętnienie śmierci Henriego Toivonena i Sergio Cresto. Każdego roku w trakcie wyścigu wyłaniany jest indywidualny zwycięzca, który otrzymuje Puchar Henri Toivonena. W zawodach tych biorą udział różni kierowcy sportowi: rajdowcy, kierowcy Formuły 1 czy serii NASCAR, Champ Car i Indy Racing League.
Innym trofeum upamiętniającym Toivonena było Henri Toivonen Grand Attack Trophy. Otrzymywał je uczestnik serii Peugeot's Rally Challenge, zorganizowanej przez Desa O'Della, który "najbardziej uosabiał ducha prezentowanego przez młodego Fina". W 2006 roku Toivonen został uhonorowany podczas Rajdu Finlandii 2006. Jego brat, Harri otworzył wystawę poświęconą Henriemu w siedzibie rajdu w Jyväskyli.

## Życie prywatne
Ojciec Henriego Toivonena, Pauli Toivonen, był rajdowcem, a jego największym sukcesem w karierze było wywalczenie tytułu mistrza Europy w 1968 roku. Z kolei młodszy brat Henriego, Harri Toivonen, również był kierowcą wyczynowym. Startował zarówno w rajdach, jak i wyścigach. W 1991 roku wystartował w wyścigu 24h Le Mans.
Henri Toivonen był żonaty z Erją. Miał z nią dwójkę dzieci: syna Markusa i córkę Arlę.

## Zwycięstwa w Mistrzostwach Świata
| Nr | Rajd                   | Sezon | Pilot         | Samochód             |
| -- | ---------------------- | ----- | ------------- | -------------------- |
| 1  | Rajd Wielkiej Brytanii | 1980  | Paul White    | Talbot Sunbeam Lotus |
| 2  | Rajd Wielkiej Brytanii | 1985  | Neil Wilson   | Lancia Delta S4      |
| 3  | Rajd Monte Carlo       | 1986  | Sergio Cresto | Lancia Delta S4      |

## Starty w rajdach WRC
| Sezon | Zespół                   | Samochód                                     | 1     | 2      | 3      | 4      | 5      | 6      | 7      | 8   | 9      | 10    | 11     | 12     | 13  | 14 | 15 | 16 | Punkty | Miejsce |
| ----- | ------------------------ | -------------------------------------------- | ----- | ------ | ------ | ------ | ------ | ------ | ------ | --- | ------ | ----- | ------ | ------ | --- | -- | -- | -- | ------ | ------- |
| 1975  | Henri Toivonen           | Simca Rallye 2                               | MCO   | SWE    | KEN    | GRE    | MAR    | POR    | FIN NU | ITA | FRA    | GBR   |        |        |     |    |    |    | 0      | -       |
| 1977  | Henri Toivonen           | Chrysler Avenger                             | MCO   | SWE    | POR    | KEN    | NZL    | GRE    | FIN 5  | CAN | ITA    | FRA   | GBR    |        |     |    |    |    | 0      | -       |
| 1978  | Henri Toivonen           | Citroën CX 2400 Porsche 911 Chrysler Sunbeam | MCO   | SWE    | KEN    | POR NU | GRE NU | FIN NU | CAN    | ITA | CIV    | FRA   | GBR 9  |        |     |    |    |    | 0      | -       |
| 1979  | Henri Toivonen           | Fiat 131 Abarth Ford Escort RS1800           | MCO   | SWE    | POR    | KEN    | GRE    | NZL    | FIN NU | CAN | ITA    | FRA   | GBR NU | CIV    |     |    |    |    | 0      | -       |
| 1980  | Talbot Motor Co          | Talbot Sunbeam Lotus                         | MCO   | SWE    | POR NU | KEN    | GRE    | ARG    | FIN NU | NZL | ITA 5  | FRA   | GBR 1  | CIV    |     |    |    |    | 28     | 10.     |
| 1981  | Talbot Motor Co          | Talbot Sunbeam Lotus                         | MCO 5 | SWE    | POR 2  | KEN    | FRA NU | GRE NU | ARG    | BRA | FIN NU | ITA 2 | CIV    | GBR NU |     |    |    |    | 38     | 7.      |
| 1982  | Rothmans Opel Rally Team | Opel Ascona 400                              | MCO   | SWE    | POR NU | KEN    | FRA    | GRE 3  | NZL    | BRA | FIN NU | ITA 5 | CIV    | GBR 3  |     |    |    |    | 32     | 7.      |
| 1983  | Rothmans Opel Rally Team | Opel Ascona 400 Opel Manta 400               | MCO 6 | SWE    | POR    | KEN    | FRA    | GRE NU | NZL    | ARG | FIN NU | ITA 4 | CIV    | GBR NU |     |    |    |    | 16     | 14.     |
| 1984  | Martini Lancia           | Lancia 037                                   | MCO   | SWE    | POR NU | KEN    | FRA    | GRE NU | NZL    | ARG | FIN 3  | ITA   | CIV    | GBR    |     |    |    |    | 12     | 16.     |
| 1985  | Martini Lancia           | Lancia 037 Lancia Delta S4                   | MCO 6 | SWE    | POR    | KEN    | FRA    | GRE    | NZL    | ARG | FIN 4  | ITA 3 | CIV    | GBR 1  |     |    |    |    | 48     | 6.      |
| 1986  | Martini Lancia           | Lancia Delta S4                              | MCO 1 | SWE NU | POR NU | KEN    | FRA NU | GRE    | NZL    | ARG | FIN    | CIV   | ITA    | GBR    | USA |    |    |    | 13     | 20.     |